# 復興黨 (以色列)
复兴党，最初被称为巴耐（以色列土地保皇派联盟的缩写），是以色列极端民族主义政党。存在于1979年至1992年。古拉·科恩是该党的创始人，在该党存在的20年間一直领导着该党。